# FK Alanija Vladikavkaz
FK Alanija Vladikavkaz (ryska: Футбольный клуб «Алания» Владикавказ; futbolnyj klub Alanija Vladikavkaz) är en rysk fotbollsklubb baserad i Vladikavkaz, Nordossetien. 2010 ersatte laget FK Moskva (som lämnade på grund av dålig ekonomi) i Ryska Premier League.